# 오후나토시
오후나토시(일본어: 大船渡市)는 일본 도호쿠 지방의 이와테현 남쪽 연안에 있는 시이다.
리쿠젠타카타시와 함께 리쿠젠 해안 북부의 핵심을 이룬다. 리쿠추 해안 국립공원의 거의 중앙부에 위치해 세계 3대 어장 중 하나인 산리쿠 어장과 전형적인 리아스식 해안을 가지는 도시이다. 옛날에는 리쿠젠국 게센군에 속했다.
시내 각지에 석회석 광산이 있어 오후나토만 안쪽에는 태평양 시멘트 오후나토 공장이 입지한다. 또 이와테현 최대이자 중요 항만인 오후나토항이 입지하여 이와테현의 첫 외국 정기 항로가 대한민국의 부산과 연결되었다.

## 역사
- 1889년 4월 1일 - 정촌제 시행으로 게센군 오후나토촌, 사카리정, 이카와촌, 아카사키촌, 리쓰네촌, 맛사키촌, 히코로이치촌이 성립하였다.
- 1932년 4월 1일 - 오후나토촌이 정으로 승격해 게센군 오후나토정이 되었다.
- 1952년 4월 1일 - 오후나토정, 사카리정, 아카사키촌, 이카와촌, 리쓰네촌, 히코로이치촌, 맛사키촌의 합병으로 오후나토시가 탄생했다.
- 2001년 11월 15일 - 게센군 산리쿠정을 편입하였다.

## 인구
| 연도 | 인구   | ±%     |
| ---- | ------ | ------ |
| 1920 | 24,175 | —      |
| 1930 | 28,608 | +18.3% |
| 1940 | 32,767 | +14.5% |
| 1950 | 41,589 | +26.9% |
| 1960 | 47,363 | +13.9% |
| 1970 | 48,816 | +3.1%  |
| 1980 | 50,132 | +2.7%  |
| 1990 | 47,219 | −5.8%  |
| 2000 | 45,160 | −4.4%  |
| 2010 | 40,737 | −9.8%  |

## 기후
일본 정부가 지정한 폭설 지대에 속한다(이와테현 전역). 이와테현 산리쿠 지방은 앞바다에서 한류의 쿠릴 해류와 난류의 쿠로시오 해류가 부딪치기 때문에 해류의 영향을 받는다. 여름은 해풍이 불기 쉽고 기본적으로는 시원하지만 기온이 30도를 웃도는 날이 많고 산풍의 영향도 받아 평년보다 기온이 낮을 때도 있다. 겨울은 도호쿠 지방 내에서는 온난한 것으로 여겨지지만 태평양 연안 특유의 맑은 하늘이 많고 방사냉각 현상으로 꽤 춥다.
| 오후나토시의 기후                                            | 오후나토시의 기후 | 오후나토시의 기후 | 오후나토시의 기후 | 오후나토시의 기후 | 오후나토시의 기후 | 오후나토시의 기후 | 오후나토시의 기후 | 오후나토시의 기후 | 오후나토시의 기후 | 오후나토시의 기후 | 오후나토시의 기후 | 오후나토시의 기후 | 오후나토시의 기후 |
| 월                                                           | 1월               | 2월               | 3월               | 4월               | 5월               | 6월               | 7월               | 8월               | 9월               | 10월              | 11월              | 12월              | 연간              |
| ------------------------------------------------------------ | ----------------- | ----------------- | ----------------- | ----------------- | ----------------- | ----------------- | ----------------- | ----------------- | ----------------- | ----------------- | ----------------- | ----------------- | ----------------- |
| 역대 최고 기온 °C (°F)                                       | 16.8 (62.2)       | 17.7 (63.9)       | 23.9 (75.0)       | 32.0 (89.6)       | 34.7 (94.5)       | 34.5 (94.1)       | 37.0 (98.6)       | 37.0 (98.6)       | 34.0 (93.2)       | 28.2 (82.8)       | 22.8 (73.0)       | 21.2 (70.2)       | 37.0 (98.6)       |
| 일평균 최고 기온 °C (°F)                                     | 4.7 (40.5)        | 5.6 (42.1)        | 9.1 (48.4)        | 14.5 (58.1)       | 19.1 (66.4)       | 22.1 (71.8)       | 25.6 (78.1)       | 27.2 (81.0)       | 24.2 (75.6)       | 19.0 (66.2)       | 13.3 (55.9)       | 7.4 (45.3)        | 16.0 (60.8)       |
| 일일 평균 기온 °C (°F)                                       | 1.1 (34.0)        | 1.4 (34.5)        | 4.4 (39.9)        | 9.4 (48.9)        | 14.2 (57.6)       | 17.9 (64.2)       | 21.7 (71.1)       | 23.2 (73.8)       | 20.0 (68.0)       | 14.4 (57.9)       | 8.6 (47.5)        | 3.5 (38.3)        | 11.7 (53.1)       |
| 일평균 최저 기온 °C (°F)                                     | −2.4 (27.7)       | −2.3 (27.9)       | 0.1 (32.2)        | 4.7 (40.5)        | 9.9 (49.8)        | 14.5 (58.1)       | 18.7 (65.7)       | 20.1 (68.2)       | 16.5 (61.7)       | 10.2 (50.4)       | 4.1 (39.4)        | −0.2 (31.6)       | 7.8 (46.0)        |
| 역대 최저 기온 °C (°F)                                       | −11.0 (12.2)      | −11.6 (11.1)      | −8.5 (16.7)       | −4.3 (24.3)       | 0.2 (32.4)        | 3.8 (38.8)        | 4.9 (40.8)        | 10.2 (50.4)       | 4.7 (40.5)        | −0.3 (31.5)       | −4.8 (23.4)       | −9.2 (15.4)       | −11.6 (11.1)      |
| 평균 강수량 mm (인치)                                        | 51.3 (2.02)       | 41.0 (1.61)       | 103.8 (4.09)      | 129.1 (5.08)      | 153.9 (6.06)      | 174.4 (6.87)      | 196.4 (7.73)      | 182.1 (7.17)      | 200.2 (7.88)      | 161.3 (6.35)      | 88.6 (3.49)       | 61.3 (2.41)       | 1,546.7 (60.89)   |
| 평균 강설량 cm (인치)                                        | 13 (5.1)          | 14 (5.5)          | 8 (3.1)           | 1 (0.4)           | 0 (0)             | 0 (0)             | 0 (0)             | 0 (0)             | 0 (0)             | 0 (0)             | 1 (0.4)           | 9 (3.5)           | 45 (18)           |
| 평균 강수일수 (≥ 0.5 mm)                                     | 7.3               | 7.2               | 9.7               | 10.2              | 11.0              | 12.0              | 14.2              | 12.3              | 12.9              | 10.5              | 8.2               | 8.6               | 124.4             |
| 평균 강설일수 (≥ 1 cm)                                       | 4.6               | 4.1               | 2.3               | 0.2               | 0.0               | 0.0               | 0.0               | 0.0               | 0.0               | 0.0               | 0.1               | 2.7               | 13.7              |
| 평균 상대 습도 (%)                                           | 62                | 62                | 62                | 65                | 71                | 79                | 82                | 82                | 80                | 75                | 69                | 65                | 71                |
| 평균 월간 일조시간                                           | 141.9             | 134.9             | 158.2             | 174.1             | 180.4             | 151.4             | 133.9             | 143.7             | 118.7             | 136.9             | 137.9             | 131.9             | 1,741.4           |
| 출처: 일본 기상청 (평년값: 1991년~2020년, 극값: 1963년~현재) |                   |                   |                   |                   |                   |                   |                   |                   |                   |                   |                   |                   |                   |

## 교통

### 철도
- 동일본 여객철도 오후나토선
- 산리쿠 철도 미나미리아스선
- 이와테 개발철도 히코로이치선(화물선)

### 도로
- 국도 45호선
- 국도 107호선
- 국도 397호선

## 출신 인물
- 사쿠라다 사토시 - 모스버거를 세운 기업인

## 자매 도시
- 일본 야마가타현 모가미정
- 스페인 우엘바주 파로스데라프론테라

## 같이 보기
- 오후나토시 산불